# Romeo y Julieta (MacMillan)
Versión del ballet Romeo y Julieta coreografiada por Kenneth MacMillan y estrenada en la Royal Opera House, de Covent Garden el 9 de febrero de 1965.

## Recepción
Al día siguiente del estreno en el periódico Telegraph se dijo que los aplausos después de la presentación duraron 34 minutos. Se hace notar también cómo la historia original de Shakespeare fue modificada para caber dentro de los tres actos y tres horas que duró el espectáculo. En palabras de Andrew Porter, reportero para el Financial Times, MacMillan se basó menos en la poesía verbal de la obra y más en su interpretación de los personajes. Esto se complementa con la opinión de James Kennedy en The Guardian quien nota como Macmillan ha dado más carácter a Romeo y mayor decisión en su relación amorosa a Julieta.
Tanto en el Telegraph como en el Times se hace notar la puesta en escena a cargo de Nicholas Georgiadis: mármol y malaquita, palazzos, velas y sedas. Se critica en el Times que la celda de Friar Laurence tenga un estilo más sienés que veronés.

## Sinopsis

### Primer acto
Está compuesto por seis escenas: "El mercado", Romeo (hijo de los Montesco) intenta declarar su amor a Rosaline pero falla, al comenzar el día surge un altercado entre Teobaldo (sobrino de los Capuleto) y Romeo y sus amigos (de los Montesco), el príncipe de Verona aparece y da por terminada la pelea;  "Julieta en la casa de los Capuleto" presenta a Julieta jugando con su nana y el momento en que es interrumpida por sus padres para conocer a Paris quien ha pedido su mano; "Exterior de la casa de los Capuleto", los invitados llegan a la casa de los Capuleto, Romeo, Mercurio y Benvolio se cuelan disfrazados con máscaras para buscar a Rosaline; "El salón de baile", los invitados miran a Julieta bailar, y al notar Mercurio que Romeo está prendido de ella baila para distraerlo, Teobaldo reconoce a Romeo y trata de confrontarlo; "Exterior de la casa de los capuleto" Capuleto detiene a Teobaldo; "Balcón de Julieta" al fallar en conciliar el sueño, Julieta sale a su balcón y pensando en Romeo, se lo encuentra en el jardín y se declaran su amor.

### Segundo acto
Compuesto por tres escenas: la primera y última en "El mercado"; la segunda, "La capilla". En la primera Romeo fantasea con la idea de casarse con Julieta mientras su nana se abre paso para entregarle una carta en la que Julieta acepta ser su esposa. En la segunda, los amantes contraen matrimonio en secreto conducidos por Fray Lorenzo quien desea que esta unión termine con la rivalidad entre las dos familias. En la última escena se muestra la batalla entre Teobaldo y Mercurio en la que este último resulta muerto. Romeo lo venga y es exiliado. 

### Tercer acto
Dividida en cuatro escenas: "El cuarto", en donde Romeo se despide de Julieta al amanecer justo antes de que entre los padres de ésta con Paris, a quien ella rechaza. Los padres, furiosos amenazan con desheredarla y ella corre a ver a Fray Lorenzo. "La capilla", Fray Lorenzo da a Julieta una poción para dormir para que sus padres, creyéndola muerta la entierren en la cripta familiar y así, Romeo, advertido por Fray Lorenzo pueda regresar por ella en la noche para llevarla lejos de Verona; la tercera escena, llamada de nuevo "El cuarto", muestra la siguiente escena: Julieta acepta casarse con Paris, pero cuando sus padres van por ella a la mañana siguiente, la encuentran "sin vida" en su cama. Por último en "La cripta de la familia de los Capuleto", aparece Romeo quien no ha recibido el mensaje de Fray Lorenzo, regresa a Verona muerto de dolor al saber que Julieta ha muerto. Disfrazado como un monje, entra a la cripta y al encontrar a Paris en la cripta lo mata. Creyendo que Julieta está muerta toma una ampolla de veneno. Julieta despierta y al encontrar a su amado muerto se acuchilla. 

## Casting Original[4]
- Margot Fonteyn, Julieta
- Rudolf Nuréyev, Romeo
- David Blair, Mercurio
- Desmond Doyle, Teobaldo
- Anthony Dowell, Benvolio
- Derek Rencher, Paris
- Michael Somes, Lord Capulet
- Julia Farron, Lady Capulet
- Leslie Edwards, Escalus, Príncipe de Verona
- Georgina Parkinson, Rosaline
- Ronald Hynd, Fray Lorenzo
- Franklin Whyte, Lord Montague
- Betty Kavanagh, Lady Montague